# Synagoga w Barczewie
Synagoga w Barczewie – synagoga znajdująca się w Barczewie, przy obecnej ulicy Tadeusza Kościuszki 9 (dawniej: Wartenburg, Passenheimer Strasse). Jest obecnie jedyną zachowaną synagogą powiatu olsztyńskiego.

## Historia
Synagoga została zbudowana w latach 1845–1850. W 1937 barczewska gmina żydowska sprzedała synagogę osobom prywatnym. Dzięki tej sprzedaży i zmianie funkcji nie została zniszczona podczas nocy kryształowej. Pod koniec 1938, w budynku synagogi odbywały się zajęcia modelarsko-warsztatowe.
Podczas II wojny światowej hitlerowcy urządzili w budynku więzienie, które istniało w latach 1940–1945. Po zakończeniu wojny budynek synagogi przez kilka lat był wykorzystywany jako budynek mieszkalny dla personelu więziennego, a następnie został opuszczony i niszczał.
W latach 1976–1978 przeprowadzono gruntowny remont synagogi i urządzono w niej oddział Muzeum Warmii i Mazur w Olsztynie zachowując relikty sakralnego charakteru budynku. Kolejnym użytkownikiem budynku było Stowarzyszenie Społeczno-Kulturalne „Pojezierze”, a następnie w latach 1980–1996 Centrum Tkactwa Warmii i Mazur, kierowane przez Barbarę Hulanicką, autorkę tkanin dekoracyjnych zdobiących Watykan i Biały Dom w Waszyngtonie.
W 2000 chylący się ku upadkowi budynek gruntownie wyremontowano. Obecnie w synagodze znajduje się Galeria Sztuki „Synagoga”, prowadzone przez członków Stowarzyszenia „Pojezierze”.

## Architektura
Murowany z cegły ceramicznej, dwukondygnacyjny i orientowany budynek synagogi wzniesiono na planie zbliżonym do prostokąta, w stylu neoklasycznym na fundamentach z kamienia polnego. Posiada dach jednospadowy pokryty blachą. Zachowała się ozdobna fasada, rozczłonkowana pilastrami z dużymi otworami okiennymi, zamkniętymi półkoliście oraz pięcioboczna apsyda.
Wewnątrz, główna sala modlitewna posiada płaski sufit oraz podłogę wyłożoną płytkami ceramicznymi. Zachował się również babiniec z drewnianą balustradą, podpierany przez dwa słupy. Wyposażenie wnętrza nie zachowało się do naszych czasów.